# Barre d'anastomose
Les barres (de tresses ou d'anastomose) (en anglais « braid bars » ou « mid-channel bars » aussi « medial, longitudinal, crescentic », et « transverse bars, colloquial sandflat »), sont des modelés fluviaux généralement présents dans les canaux des cours d'eau en tresses. Les barres de tresses se distinguent des barres de méandre en raison de leur emplacement au milieu d'un canal d'écoulement, plutôt que le long d'une rive de la rivière.

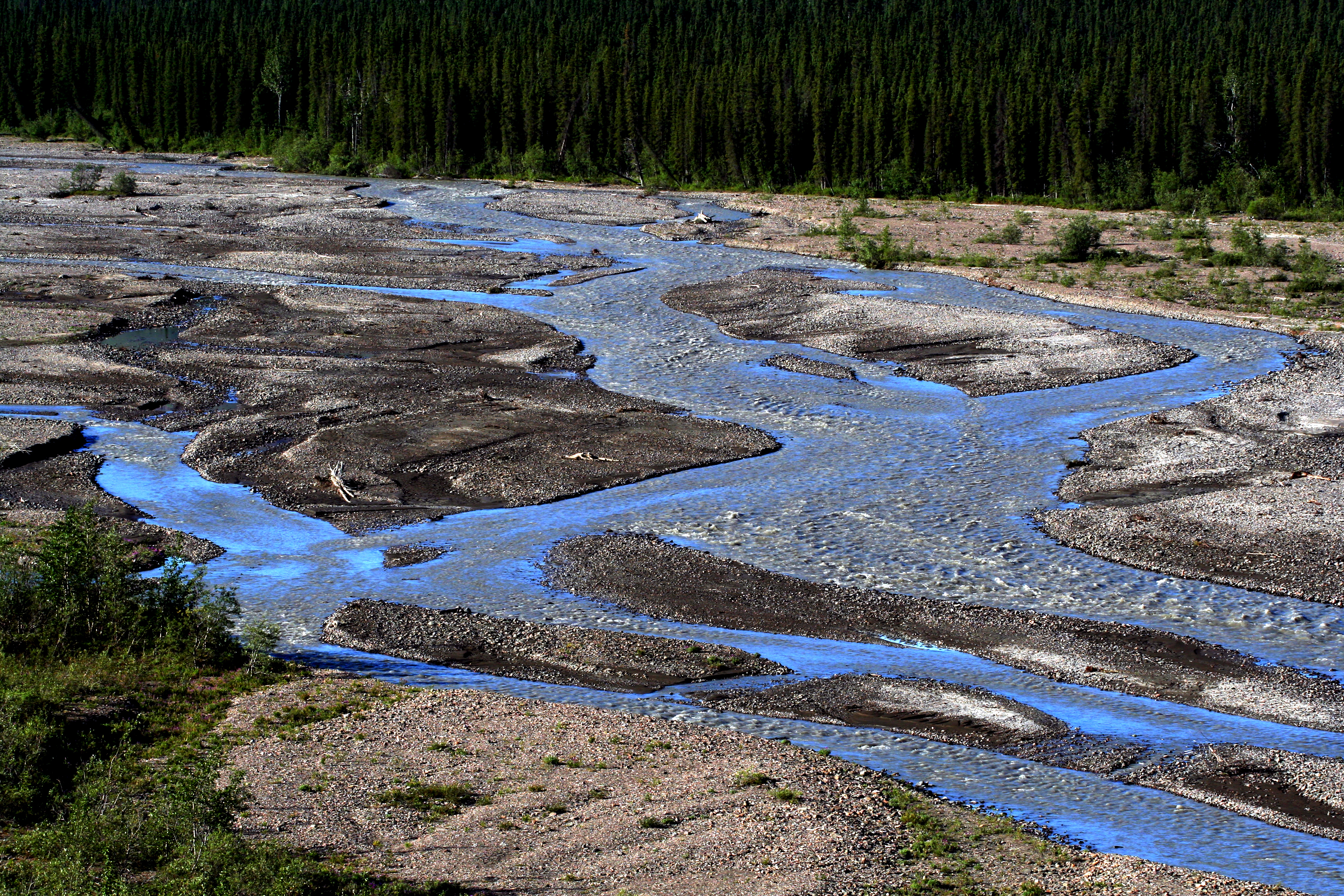
Un cours d'eau en tresses dans le parc national de Denali, Alaska, montrant un certain nombre de barres.

## Formation
Les barres proviennent souvent de restes de barres de méandre ou de la croissance de barres unitaires à mi-canal dans les cours d'eau en tresses. Ces caractéristiques se forment généralement dans les rivières à forte charge sédimentaire, dans des canaux caractérisés par une charge de fond importante et des matériaux de rive facilement érodés. Il existe plusieurs mécanismes de formation. Une explication est que le débit dans la rivière peut être redirigé sur un lobe de méandre (point bar), le lobe pouvant être séparé de la rive et ainsi devenir isolé dans le canal, ce qui forme une petite « île » de sédiments, qui peut évoluer en une barre. En variante, un obstacle tel qu'une bille coincée peut entraîner la formation d'une barre médiane si des sédiments sont déposés le long de l'élément.
Au fur et à mesure que les sédiments sont transportés en aval, les matériaux peuvent également s'accumuler sur la barre existante ou s'éroder. Par conséquent, de telles caractéristiques ont tendance à être éphémères et fluides et peuvent changer de forme assez fréquemment. Les cours d'eau en tresses peuvent avoir des débits variables et erratiques, ce qui peut conduire à des périodes successives de dépôts ou d'érosion plus importants. Des barres entières peuvent être créées, détruites ou migrer à travers un canal sur une période de plusieurs années.
Ces formations sont souvent composées de sable et/ou de gravier mal triés. Le matériau généralement grossier est le résultat des processus communs à la formation de barres de tresse et plus largement aux cours d'eau en tresses. Les cours d'eau en tresses sont définies par une puissance d'écoulement relativement élevée, ainsi que des taux d'érosion importants. Ces débits élevés transporteront les matériaux à grains fins plus en aval, tandis que les matériaux plus grossiers resteront près de la rive érodée et seront finalement déposés sur les barres médianes.

## Croissance et évolution
Il y a 6 étapes dans la croissance et l'évolution morphologique de la barre.
1. Convergence (Flow Convergence): Idéalement, la barre se forme en aval d'un cas majeur de convergence d'écoulement, au moins deux canaux fluviaux convergeant. En raison de la convergence des flux, il y a une augmentation du débit, ainsi que d'apport de sédiments en aval. Il y a une augmentation du dépôt en aval, conduisant à la formation de la barre.
2. Initiation (Bar Initiation): la barre se forme à la suite d'une série de fusions de dunes. Au fur et à mesure que les sédiments se déposent pour former la barre, l'écoulement dans le canal diverge, la barre agissant comme un coin. Cette étape est associée à un débit élevé dans le cours d'eau en tresses.
3. Croissance (Bar Growth): la fusion des dunes se poursuit alors qu'un front de dunes d'accrétion se développe. Le front de dunes d'accrétion migre vers l'aval, provoquant un dépôt sur le dessus de la barre. La migration des dunes provoque également une accrétion latérale, augmentant encore la taille de la barre. Cette étape est associée à un faible débit dans le cours d'eau en tresses. La barre continue de croître après au moins l'un des processus de dépôt suivants[3]:
  - Accrétion latérale sur les barres existantes.
  - Dépôt au milieu du chenal en aval d'une érosion importante des berges.
  - Dépôt rapide en aval d'une convergence d'écoulement majeure.
4. Dominance anabranche (Anabranch Dominance): au fur et à mesure que la barre se développe, il y a un changement dans la morphologie en amont: soit une croissance de la barre, soit une érosion des berges. Ce changement de morphologie redirigera le flux de canal vers un anabranche. En raison de l'augmentation du débit dans l'anabranche, il y aura à son tour une augmentation de l'érosion de celui-ci.
5. Allongement de la queue de barre (Bar-tail Elongation): L'érosion de l'anabranche se dépose au niveau de la queue de barre, provoquant l'allongement de la barre. L'allongement de la barre provoque d'autres changements d'écoulement à travers le canal. Le changement de débit provoque plus d'affouillement du lit de la rivière et de l'érosion des berges en aval et de la rive opposée à la barre.
6. Nouvelles barres (New Braid Bars): le dépôt se produit en aval de la barre de tresse principale, mais toujours attaché à la queue de la barre. Avec un dépôt supplémentaire, il devient une barre de tresse complète. Les barres de tresse peuvent également continuer à croître à partir de la fusion d'une barre de tresse existante et de barres de méandre (points bars) présentes dans le même canal[4].

## Classification
Il y a une certaine fluidité dans la distinction de sens entre barre et îlot. Par rapport à une barre, une île est considérée comme ayant une structure plus permanente et potentiellement plus grande qui peut influencer, dans une certaine mesure, le chemin de la rivière. La végétation peut être présente sur une barre, mais il est suggéré que, sur les îles, la végétation a un impact stabilisateur important. Cela est en partie dû à la nature de nombreux cours d'eau en tresses, où le débit variable peut créer un environnement hostile pour toute végétation importante. En outre, l'élévation de l'île en ce qui concerne le débit en plein bord doit également être prise en compte; un îlot ne sera probablement pas entièrement submergé lors d'un débit à plein régime, alors qu'une barre peut l'être.

## Exemples

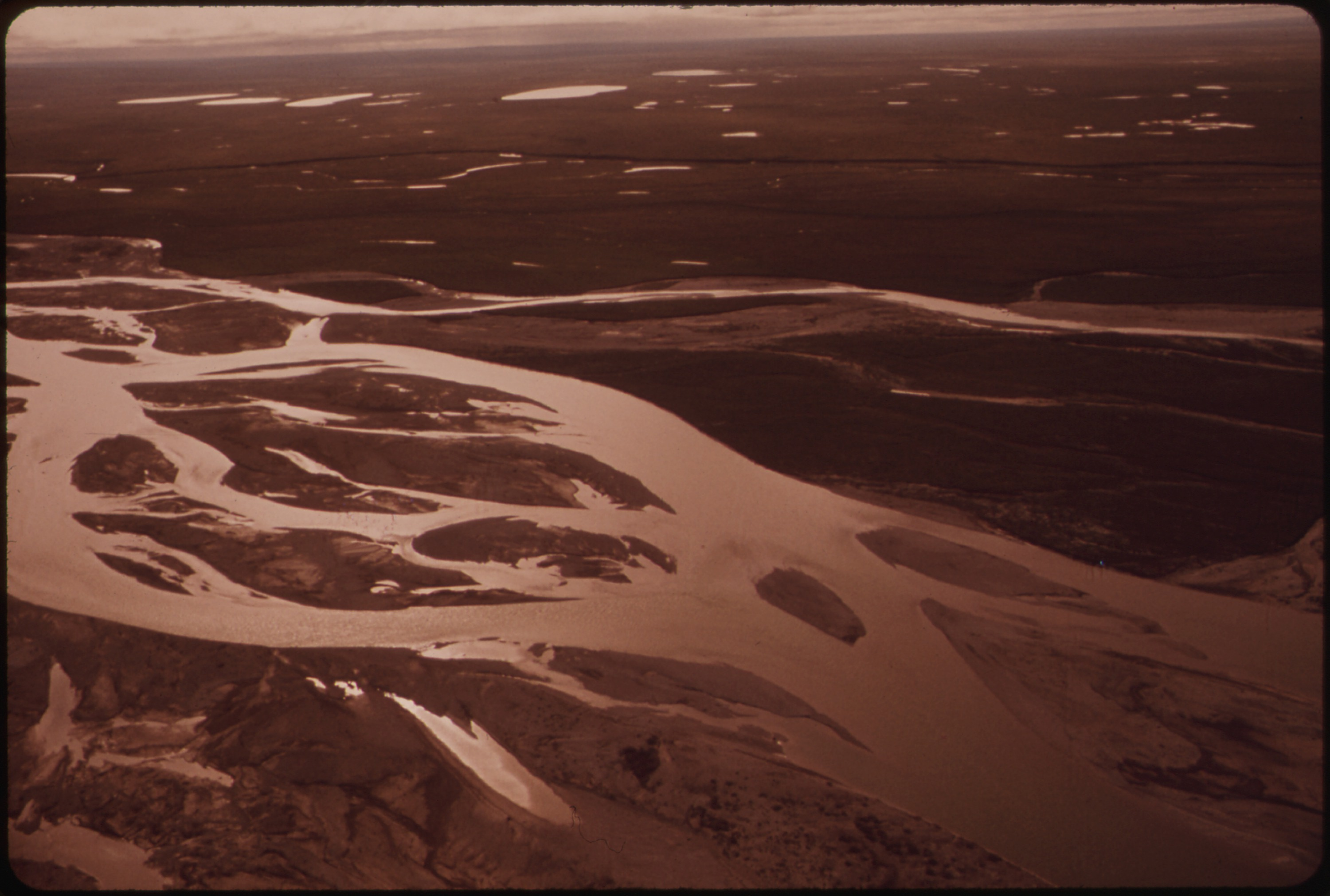
Cours d'eau en tresses: rivière Sagavanirktok, AK, montrant un certain nombre de barres.

- Rivière Sagavanirktok, Alaska
- Río Paraná, Argentine
- Rivière Jumana, Bangladesh
- Rivière Saskatchewan Sud, Canada